# Psaliodes effrenata
Psaliodes effrenata är en fjärilsart som beskrevs av Walker 1863. Psaliodes effrenata ingår i släktet Psaliodes och familjen mätare. Inga underarter finns listade i Catalogue of Life.